# Tomaž nad Vojnikom
Tomaž nad Vojnikom je naselje u slovenskoj Općini Vojniku. Tomaž nad Vojnikom se nalazi u pokrajini Štajerskoj i statističkoj regiji Savinjskoj. 

## Stanovništvo
Prema popisu stanovništva iz 2002. godine naselje je imalo 59 stanovnika.